# Distrito de Ludwigsburg
El Distrito de Ludwigsburg es un distrito rural (landkreis) situado en el centro del estado federal de Baden-Wurtemberg. Los distritos vecinos son (empezando por el norte y en el sentido de las agujas del reloj), en el norte el Distrito de Heilbronn, en el este al Distrito de Rems-Murr, en el sur al Distrito Urbano de Stuttgart y  el Distrito de Böblingen. La capital del distrito recae sobre la ciudad de Ludwigsburg.

## Geografía
El Distrito de Ludwigsburg tiene parte en la meseta del Neckar. El Neckar viene desde Stuttgart, pasa por el distrito haciendo muchos lazos y lo divide en una parte occidental un poco más parte que la parte oriental. El oeste del distrito se caracteriza por los ríos Enz y Glems. Norte del Enz se eleva el monte Stromberg, a los dos lados del Glems el paisaje del Strohgäu. El este del distrito abarca los valles del Murr y del Bottwar y contiene parte de las montañas de Löwenstein en el norte.

## Demografía
El número de habitantes ha sido tomado del censo de población (¹) o datos de la oficina de estadística de Baden-Wurtemberg.
| Año                | N.º Habitantes |
| ------------------ | -------------- |
| 31. Diciembre 1973 | 426.897        |
| 31. Diciembre 1975 | 423.805        |
| 31. Diciembre 1980 | 435.649        |
| 31. Diciembre 1985 | 434.254        |
| 27. Mayo 1987 ¹    | 442.389        |

| Año                | N.º Habitantes |
| ------------------ | -------------- |
| 31. Diciembre 1990 | 465.429        |
| 31. Diciembre 1995 | 485.831        |
| 31. Diciembre 2000 | 497.764        |
| 31. Diciembre 2005 | 513.317        |
| 30. Junio 2006     | 513.819        |

## Ciudades y municipios
(Habitantes a 30 de junio de 2005)
| Ciudades 1. Asperg (12.842) 2. Besigheim (11.797) 3. Bietigheim-Bissingen (42.022) 4. Bönnigheim (7.454) 5. Ditzingen (24.215) 6. Freiberg am Neckar (15.470) 7. Gerlingen (18.996) 8. Großbottwar (8.381) 9. Korntal-Münchingen (18.080) 10. Kornwestheim (30.689) 11. Ludwigsburg (87.703) 12. Marbach am Neckar (15.527) 13. Markgröningen (14.483) 14. Oberriexingen (3.015) 15. Remseck am Neckar (22.437) 16. Sachsenheim (17.211) 17. Steinheim an der Murr (11.595) 18. Vaihingen an der Enz (28.898) Distritos administrativos Los "Distritos Administrativos" son dos (o más) municipios que unen sus administraciones (en España, algo así como "Mancomunidades") 1. Besigheim 2. Bietigheim-Bissingen 3. Freiberg am Neckar 4. Marbach am Neckar 5. Schwieberdingen-Hemmingen 6. Steinheim-Murr 7. Vaihingen an der Enz | Municipios 1. Affalterbach (4.651) 2. Benningen am Neckar (5.427) 3. Eberdingen (6.499) 4. Erdmannhausen (4.891) 5. Erligheim (2.732) 6. Freudental (2.388) 7. Gemmrigheim (4.059) 8. Hemmingen (7.631) 9. Hessigheim (2.225) 10. Ingersheim (6.025) 11. Kirchheim am Neckar (5.195) 12. Löchgau (5.350) 13. Möglingen (10.428) 14. Mundelsheim (3.188) 15. Murr (6.047) 16. Oberstenfeld (8.056) 17. Pleidelsheim (6.259) 18. Schwieberdingen (10.720) 19. Sersheim (5.134) 20. Tamm (12.112) 21. Walheim (3.038) |

## Escudo de armas
Descripción:
El escudo muestra sobre oro un asta de ciervo negro. Debajo de él un águila negro con uñas y lengua rojas.
Historia:
El gancho simboliza el ducado (más tarde reinado) de Wurtemberg, cuyos duques fundaron Ludwigsburg y dominaron el territorio del distrito ya muy pronto. El águila representa la ciudad imperial libre de Markgröningen. Markgröningen  guardó la bandera imperial pero ya fue ganado por Wurtemberg en 1336. La bandera imperial también se encuentra en el escudo de Ludwigsburg.